# Comuna Nadejdivka, Krîvîi Rih
Nadejdivka (în ucraineană Надеждівка) este o comună în raionul Krîvîi Rih, regiunea Dnipropetrovsk, Ucraina, formată din satele Bratsko-Semenivka, Maiak și Nadejdivka (reședința).

## Demografie
Componența lingvistică a satului Nadejdivka
     Ucraineană (92,53%)
     Rusă (6,93%)
     Alte limbi (0,3%)
Conform recensământului din 2001, majoritatea populației satului Nadejdivka era vorbitoare de ucraineană (92,53%), existând în minoritate și vorbitori de rusă (6,93%).